# Thorbjørn Svenssen

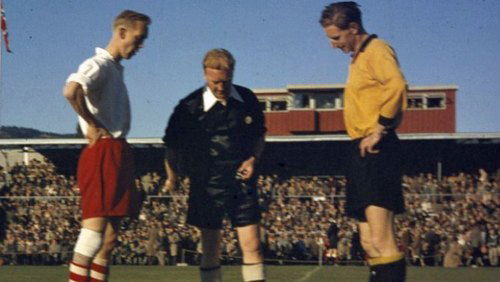
Thorbjørn Svenssen v roce 1957 (vpravo)

Ole Thorbjørn Svenssen (22. dubna 1924 Sandefjord, Norsko – 8. ledna 2011 Sandefjord, Norsko) byl norský fotbalový obránce a reprezentant přezdívaný Klippen (skála). Za norský národní tým odehrál 104 zápasů.

## Klubová kariéra
Na klubové úrovni hrál pouze v Norsku za klub Sandefjord BK (1945–1966). Nikdy se mu nepodařilo vyhrát žádnou trofej.

## Reprezentační kariéra
V A-týmu Norska debutoval 11. 6. 1947 v přátelském utkání proti týmu Polska (výhra 3:1). Celkem odehrál v letech 1947–1962 za norský národní tým 104 zápasů, gól nevstřelil.
Zúčastnil se LOH 1952 v Helsinkách.